# Robert Hue
Pour le mathématicien anglais, voir Robert Hues.
Pour les articles homonymes, voir Robert Hue (peintre) et Hue.
Robert Hue, né le 19 octobre 1946 à Cormeilles-en-Parisis (Seine-et-Oise), est un homme politique français.
Il est secrétaire général (1994-2001) puis  président (2001-2003) du Parti communiste français (PCF). Il se présente comme candidat communiste aux élections présidentielles de 1995 et de 2002.
Entre 1997 et 2017, il est parlementaire presque sans discontinuer (député de la 5e circonscription du Val-d'Oise, député européen, sénateur du Val-d'Oise). Il fonde en 2009 le Mouvement unitaire progressiste (MUP), parti associé à la majorité présidentielle de François Hollande.

## Biographie

### Jeunesse
Fils de parents ouvriers et communistes, il va souvent vendre L'Humanité avec son père René, ouvrier maçon. Sa mère, ouvrière textile, a pour nom de jeune fille Raymonde Grégorius (1913-1998). Il étudie au collège d'enseignement technique de Cormeilles-en-Parisis et fonde à l'âge de 16 ans un groupe de rock, « Les Rapaces », sous le nom de Willie Balton (du nom du père d'un ami qui était soldat américain). Il est aussi judoka, champion de France scolaire 1963, ceinture noire deuxième dan.
Il participe, le 8 février 1962 à Paris, à la manifestation pour la paix en Algérie, qui est marquée par la mort de onze manifestants rue de Charonne ; il indique qu'il adhère aux Jeunesses communistes de Montigny-lès-Cormeilles dès « le lendemain », puis un an plus tard au Parti communiste, « au moment de la Fête de l'Humanité ». Après des études d'infirmier à Paris, il exerce ce métier en psychiatrie au centre de santé municipal d'Argenteuil.

### Mandats locaux
Au Parti communiste français (PCF), fidèle de Georges Marchais, il acquiert des responsabilités au sein du parti et est élu en 1977 maire de Montigny-lès-Cormeilles. Populaire en son fief, il sera constamment réélu par la suite et obtiendra d'autres mandats tels que celui de conseiller régional d'Île-de-France et conseiller général du Val-d'Oise dans le canton de Cormeilles-en-Parisis.
En février 1981, il fera brièvement parler de lui à l'échelle nationale en menant un coup d'éclat contre une famille d'immigrés marocains qu'il dénonce à la vindicte populaire comme trafiquants de drogue, sans autre preuve que la lettre de dénonciation d'une voisine — également immigrée — de la famille en question,. Cette affaire intervient quelques jours avant un meeting de Georges Marchais à Montigny-lès-Cormeilles. Un roman policier écrit par l'écrivain trotskyste Thierry Jonquet, Du passé faisons table rase, paru d'abord en 1982 sous le pseudonyme de Ramon Mercader, fait intervenir Robert Hue dans cette controverse sous le nom de Robert Dia.

### Dirigeant du PCF
En 1987, il entre au comité central du Parti communiste, puis en 1990 au bureau politique. En 1994, alors qu'il est quasiment inconnu, Georges Marchais fait de lui son successeur : il devient alors secrétaire national du parti. Quelques heures plus tard, il commet à l'occasion un lapsus fameux en annonçant : « Je ne suis pas l'homme de personne ». Poussé par la chute du mur de Berlin et l'érosion idéologique et politique du Parti communiste, Robert Hue entame une politique de mutation du parti dont il vient de prendre la tête : ouverture vers d'autres mouvements, abandon d'un certain nombre de doctrines, création d'un exécutif à deux têtes (il devient président du parti en 2001, alors que Marie-George Buffet en devient la secrétaire nationale). En 1995, il publie un livre afin d'expliquer les réformes internes, Communisme : la mutation.

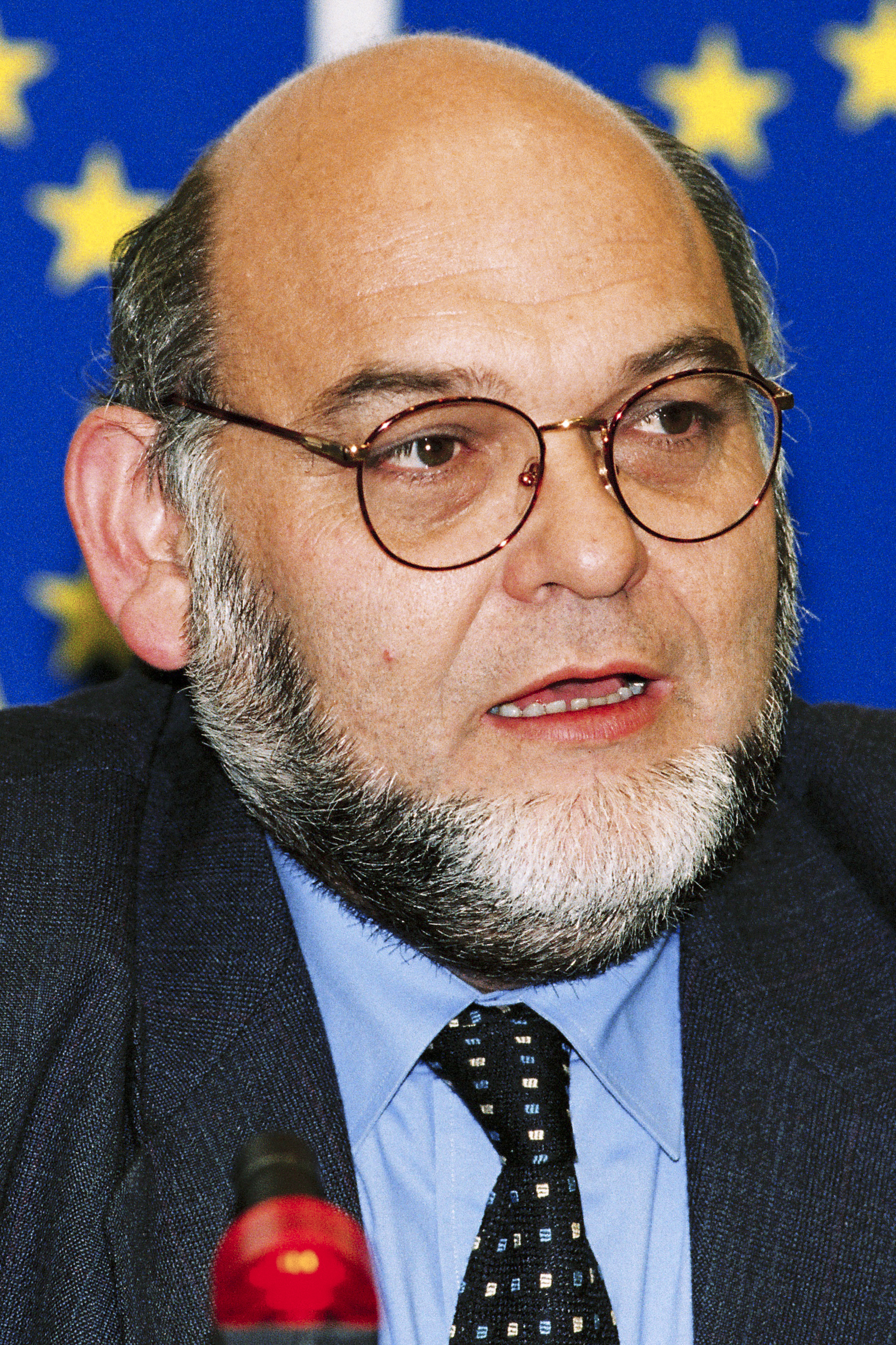
Robert Hue en 1997.

En avril 1995, Robert Hue est le candidat du PCF à l'élection présidentielle. Il recueille 8,64 % (2,63 millions de voix). En 1997, il soutient l'idée de la gauche plurielle qui voit l'arrivée de la gauche au pouvoir lors de la troisième cohabitation. Il est élu député dans la 5e circonscription du Val-d'Oise, et quelques élus communistes entrent au gouvernement.
Pendant ce temps le PCF continue de perdre du terrain : le nombre d’adhérents passe de 200 000 en 1998 à 138 000 en 2001. En 2001, le parti perd une grande partie de ses bastions lors des élections municipales (par exemple, perte des villes d'Argenteuil, de Colombes, Dieppe, Drancy). Sur le plan judiciaire, un jugement est rendu pour l'affaire CGE, qui concerne le financement occulte du PCF ; Robert Hue fait partie des prévenus relaxés.
En 2002, Robert Hue se présente de nouveau à l'élection présidentielle et obtient 3,37 % des suffrages exprimés (960 000 voix). Il s'agit alors du plus faible résultat obtenu par un candidat communiste à une élection présidentielle sous la Ve République. Jean-Marie Le Pen, qui à la surprise générale est présent au second tour, clame que le « Parti communiste a disparu ». Son score étant inférieur à 5 %, sa campagne n'est pas remboursée totalement : le parti connaît une grave crise financière et une souscription est lancée.
Il quitte la présidence du parti, la laissant aux mains de la secrétaire nationale, Marie-George Buffet ; la fonction de président du PCF, créée par lui, cesse d'exister avec son départ. Lors des élections législatives de 2002, il perd son mandat de député face au candidat UMP, Georges Mothron, et échoue à le récupérer lors d'une élection partielle en 2003.

### Sénateur du Val-d'Oise
En 2004, Robert Hue fait son retour sur la scène politique nationale en étant élu sénateur dans le Val-d'Oise.
En septembre 2011, Robert Hue est réélu au Sénat pour un second mandat. Lors de ce mandat, il est membre du groupe du Rassemblement démocratique et social européen.
Robert Hue est président du groupe interparlementaire d’amitié France Afrique du Sud au Sénat. Il a auparavant rencontré Nelson Mandela à plusieurs occasions (1994, 1996). Robert Hue accompagne Jean-Marc Ayrault en Chine en décembre 2013 et il accompagne François Hollande pour se rendre à Pretoria aux obsèques de Nelson Mandela en décembre 2013. En février 2015, il est nommé par le ministre des Affaires étrangères Laurent Fabius « représentant spécial pour les relations avec l’Afrique du Sud ».

### Président du Mouvement des progressistes

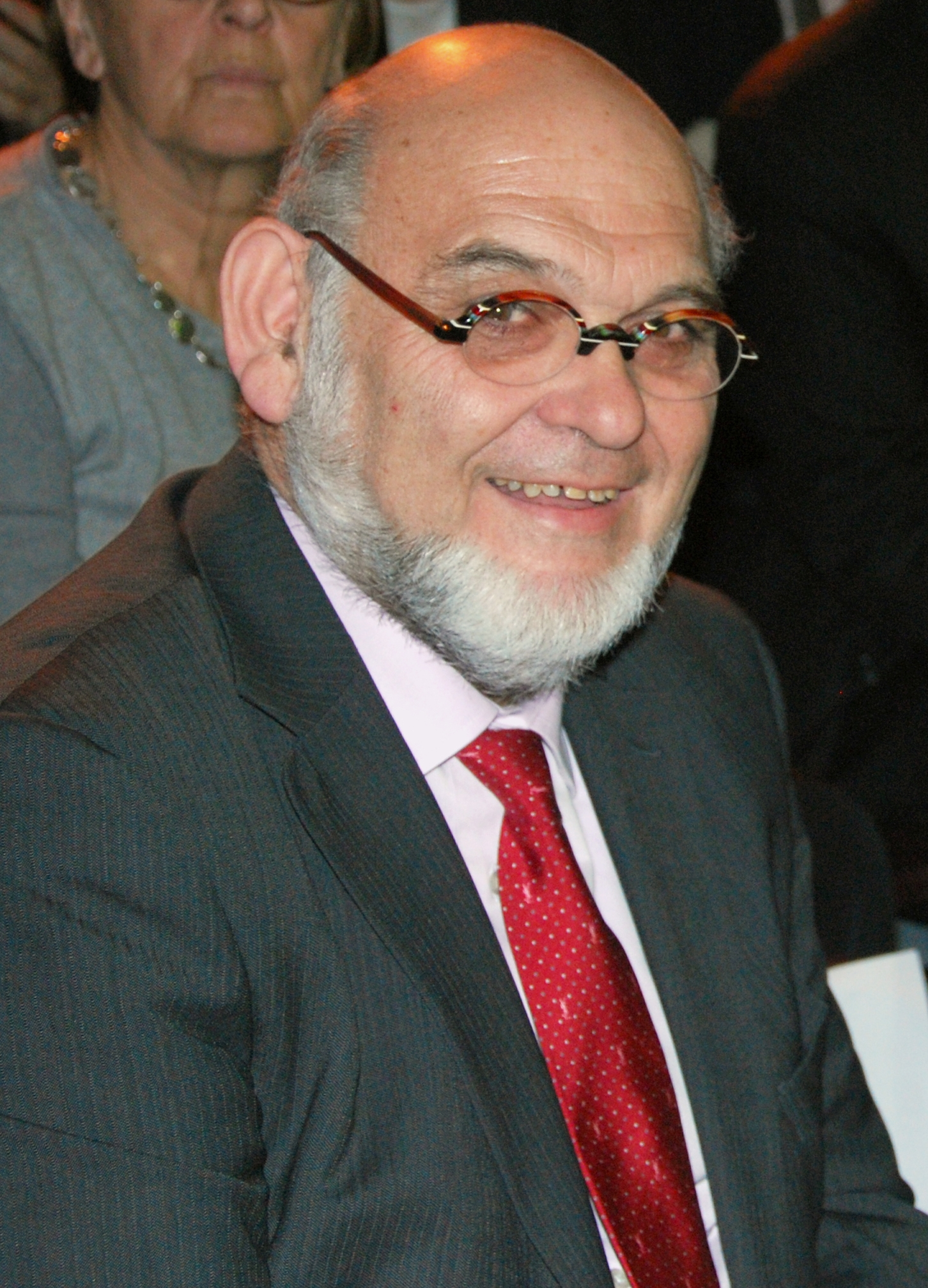
Robert Hue en 2012.

Le 28 novembre 2008, il quitte le conseil national du PCF, déclarant qu'il ne quitte pas le parti mais effectue néanmoins une « rupture » avec lui, ne le jugeant « plus réformable ». Il annonce le 9 décembre 2008 la création d’une association politique, le Nouvel espace progressiste (NEP).
Moins d'un an plus tard, il annonce la création d'une nouvelle formation politique : le Mouvement unitaire progressiste, distinct du PCF mais autorisant la double adhésion. L'objectif affiché est de ramener la politique au plus près de la vie des gens et de s'écarter de l'organisation traditionnelle des partis politiques.
Des candidats du MUP figureront sur les listes du Parti socialiste lors des élections régionales de mars 2010. Robert Hue, s'estimant « à mille lieues du Parti communiste » et lui-même candidat en Île-de-France, justifie sa démarche par un souci de rassembler l'ensemble de la gauche au-delà des clivages, alors que le PCF a choisi dans 17 régions de présenter des candidats sans alliance avec le PS, mais avec d'autres organisations situées à la gauche du PS.
Il a dirigé jusqu'à début 2012 la Fondation Gabriel-Péri.
Le 12 avril 2012, Robert Hue apporte son soutien à François Hollande dès les primaires qui précèdent le premier tour de l'élection présidentielle. Après l'élection de celui-ci à la présidence de la République, Robert Hue est un temps pressenti pour entrer au gouvernement. En septembre 2012, il annonce son départ du groupe communiste au Sénat pour le RDSE.
Le 28 mars 2013, Robert Hue indique continuer de soutenir le président de la République et la majorité gouvernementale en affirmant n'être ni social-démocrate, ni communiste mais progressiste. Fin août 2014, il publie Les partis vont mourir… et ils ne le savent pas, qui, outre son analyse de la décomposition des partis traditionnels, se présente comme un « manuel de combat pour une gauche en panne ».
Lors des élections régionales de décembre 2015, le Mouvement des progressistes dispose de quelques candidats sur les listes du PS mais aucun n'est élu.
En mai 2016, Robert Hue publie un livre dans lequel il demande à la classe politique en place de « laisser la place ». Le mouvement des Progressistes annonce dans le même temps le nom de son candidat à l'élection présidentielle de 2017, Sébastien Nadot. Nadot n'étant pas parvenu à réunir les signatures de soutien nécessaires, Robert Hue se range parmi les soutiens d'Emmanuel Macron avant le premier tour de l'élection présidentielle.
En août 2017, Robert Hue annonce qu'il ne briguera pas un nouveau mandat de sénateur et qu'il quittera la vie politique active après son départ du Sénat,.

### Engagement dans la lutte contre la drépanocytose
Il co-dirige à partir de 2018 l'ONG Drep.Afrique, destinée à la lutte contre la drépanocytose.
En 2021, il publie l'ouvrage Manifeste pour une maladie oubliée, appelant à la mobilisation individuelle et collective pour lutter contre la drépanocytose, maladie génétique la plus répandue au monde.

## Synthèse de son parcours
- 21 mars 1977 : élu maire de Montigny-lès-Cormeilles (Val-d'Oise)
- 24 mars 1986 – 1er novembre 1988 : conseiller régional d'Île-de-France
- 2 octobre 1988 – 13 janvier 1998 : conseiller général du Val-d'Oise, canton de Cormeilles-en-Parisis
- 30 mars 1992 – 1er mai 1993 : conseiller régional d'Île-de-France
- 29 janvier 1994 : élu secrétaire national du PCF
- 23 avril 1995 : candidat à l'élection présidentielle, il recueille 8,64 % des voix
- 12 juin 1997 : devient député pour la 5e circonscription du Val-d'Oise
- 20 juillet 1999 : tête de liste aux élections européennes, il obtient 6,8 % des voix et occupe le mandat de député européen jusqu'au 1er août 2000
- Dans le cadre de la gauche plurielle (Gouvernement Lionel Jospin), vote de la loi no 2001-7 du 4 janvier 2001 relative au contrôle des fonds publics accordés aux entreprises, dite « loi Hue »
- 28 octobre 2001 : élu président du PCF
- 21 avril 2002 : candidat à l'élection présidentielle, il recueille 3,37 % des suffrages, et n'obtient pas le remboursement total des frais de campagne ;
- 16 juin 2002 : candidat aux législatives dans la 5e circonscription du Val-d'Oise, il est battu par Georges Mothron (UMP) et demande l'invalidation de l'élection
- 2 février 2003 : le Conseil constitutionnel ayant invalidé l'élection de 2002, il se représente une nouvelle fois et échoue de nouveau face à Georges Mothron
- 26 septembre 2004 : élu sénateur dans le Val-d'Oise
- 9 mars 2008 : réélu maire de Montigny-lès-Cormeilles[27]
- 6 mars 2009 : démissionne de son mandat de maire de Montigny-lès-Cormeilles et reste conseiller municipal jusqu'en 2014
- 25 septembre 2011 : réélu sénateur dans le Val-d'Oise
- 10 mars 2017 : apporte son soutien à Emmanuel Macron en vue de l'élection présidentielle[28],[29],[30]
- 29 août 2017 : annonce son retrait de la vie politique, effectif après son départ du Sénat le 1er octobre
- Septembre 2018 : création de Drep'Afrique qu'il préside

## Décorations
- Chevalier de la Légion d'honneur, nommé le 14 juillet 2019[31], décoration remise le 19 novembre 2019 par le Président de la République, Emmanuel Macron[32]

## Ouvrages
- Histoire de Montigny-lès-Cormeilles. [1], Histoire d'un village du Parisis, Montigny-lès-Cormeilles, des origines à la Révolution, chez l'auteur, 1981.
- Histoire de Montigny-lès-Cormeilles. [2], Du village à la ville : 1800-1980, chez l'auteur, 1986.
- Montigny pendant la Révolution, 1989.
- Communisme : la mutation, Stock, 1995.
- Il faut qu'on se parle, Stock, 1997.
- Communisme : un nouveau projet, Stock, 1999.
- Qui êtes-vous ? Que proposez-vous ?, Éd. de l'Archipel, 2001.
- Les partis vont mourir… et ils ne le savent pas !, Éditions de l'Archipel, 2014.
- Laissez la place ! Pour une révolution progressiste, éd. L'Alma, postface de Sébastien Nadot, 2016.
- Manifeste pour une maladie oubliée, Fayard, préface d'Erik Orsenna, 2021.